# Albuñán
Albuñán település Spanyolországban, Granada tartományban. Albuñán Cogollos de Guadix, Guadix, Jérez del Marquesado és Valle del Zalabí községekkel határos. Lakosainak száma 422 fő (2024).

## Népesség
A település népessége az elmúlt években az alábbi módon változott:
| Lakosok száma | 460  | 458  | 448  | 436  | 431  | 430  | 421  | 406  | 403  | 422  |
|               | 2001 | 2004 | 2006 | 2009 | 2011 | 2014 | 2016 | 2019 | 2021 | 2024 |